# Puszoksza
A Puszoksza (hangul: 부석사, handzsa:  浮石寺, RR: Buseoksa; „A lebegő kő temploma”) koreai buddhista templom az Észak-Kjongszang (Gyeongsang) tartománybeli Jongdzsu (Yeongju)ban,  melyet 676-ban Iszang (Uisang) szerzetes építtetett Munmu sillai király (u. 661–681) parancsára. A templom területén több nemzeti kincs is található.

## Alapító legendája
Miközben a buddhista szerzetes Iszang (Uisang) Kínában tanult, egy kínai hölgy, Szonmjo (Seonmyo) annyira megkedvelte a férfit, hogy mikor annak vissza kellett térnie Sillába, a nő a tengerbe ugorva sárkánnyá változott, és útközben védelmezte a férfit. Hazájában a tömeg megpróbálta megakadályozni, hogy Iszang (Uisang) felépítse a templomot, ekkor Szonmjo (Seonmyo) hatalmas köveket lebegtetett a tömeg felé, innen ered a templom neve. A legenda úgy tartja, az egyik ilyen kő fekszik a Murjangszudzson (Muryangsujeon) csarnok mellett.

## Nemzeti kincsek
A templomban több nemzeti kincs is található:
- Murjangszudzson (Muryangsujeon) csarnok, 18. nemzeti kincs[2]

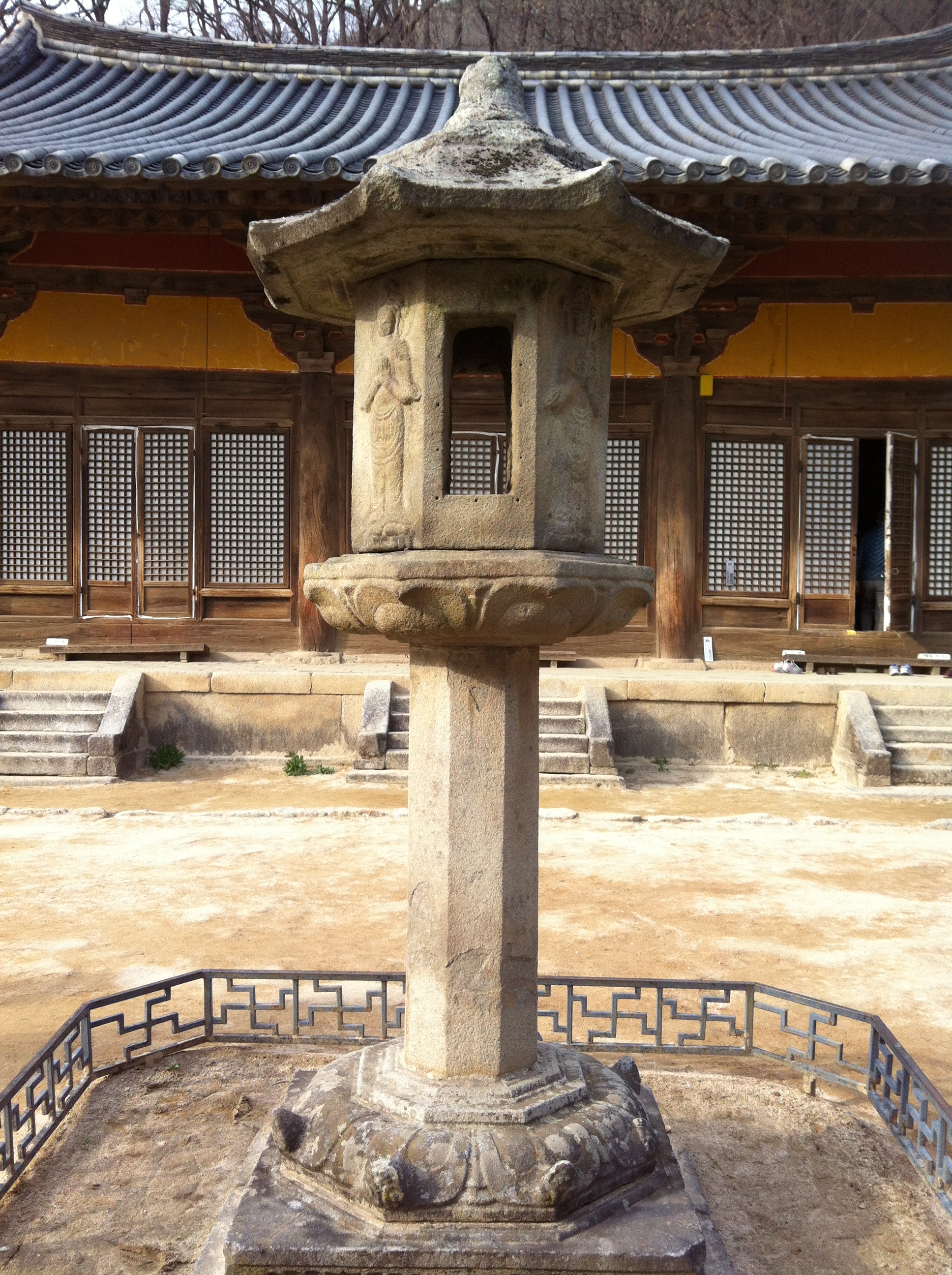
Kőlámpás, 17. nemzeti kincs
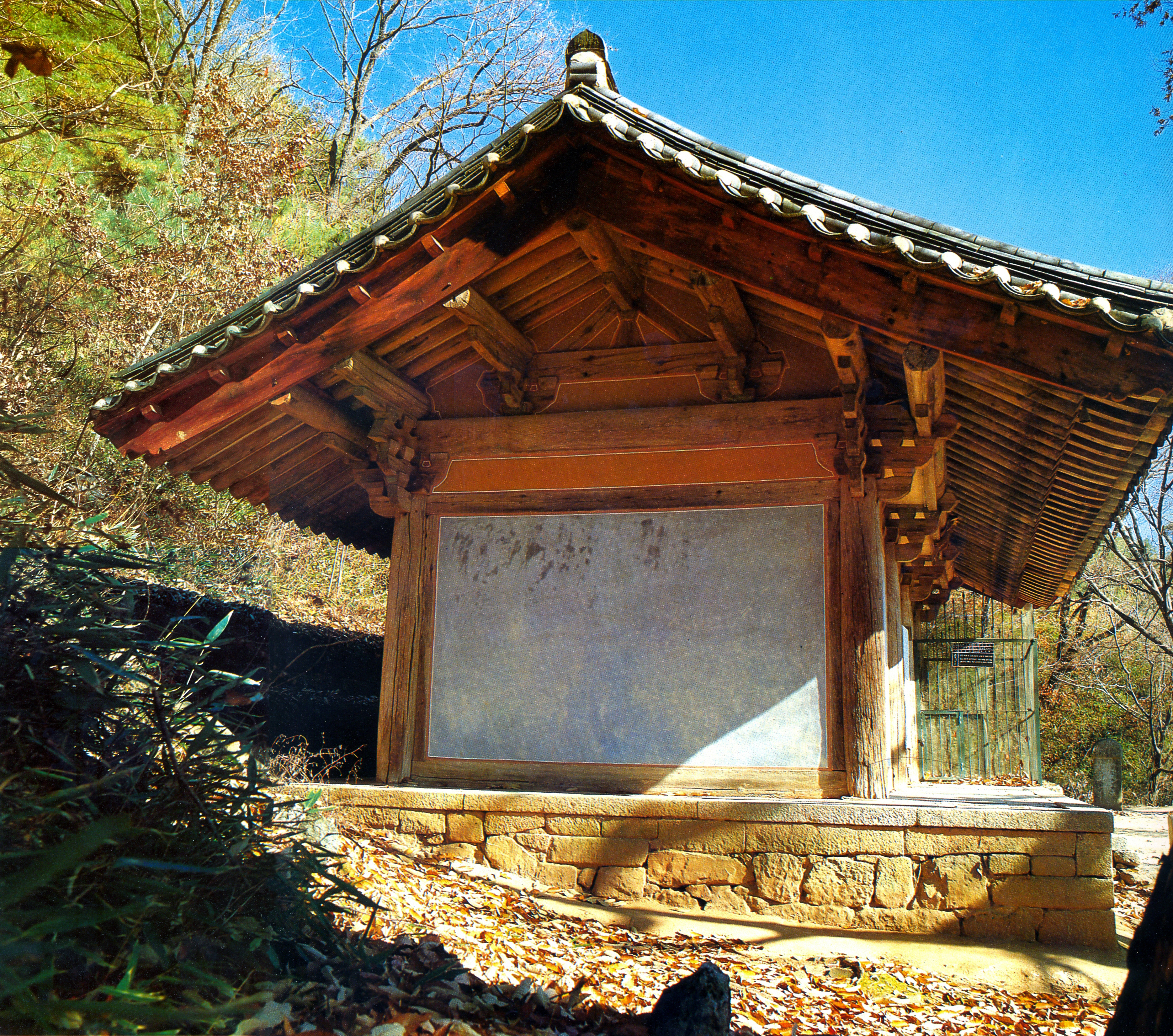
Csoszadang (Josadang) csarnok, 19. nemzeti kincs
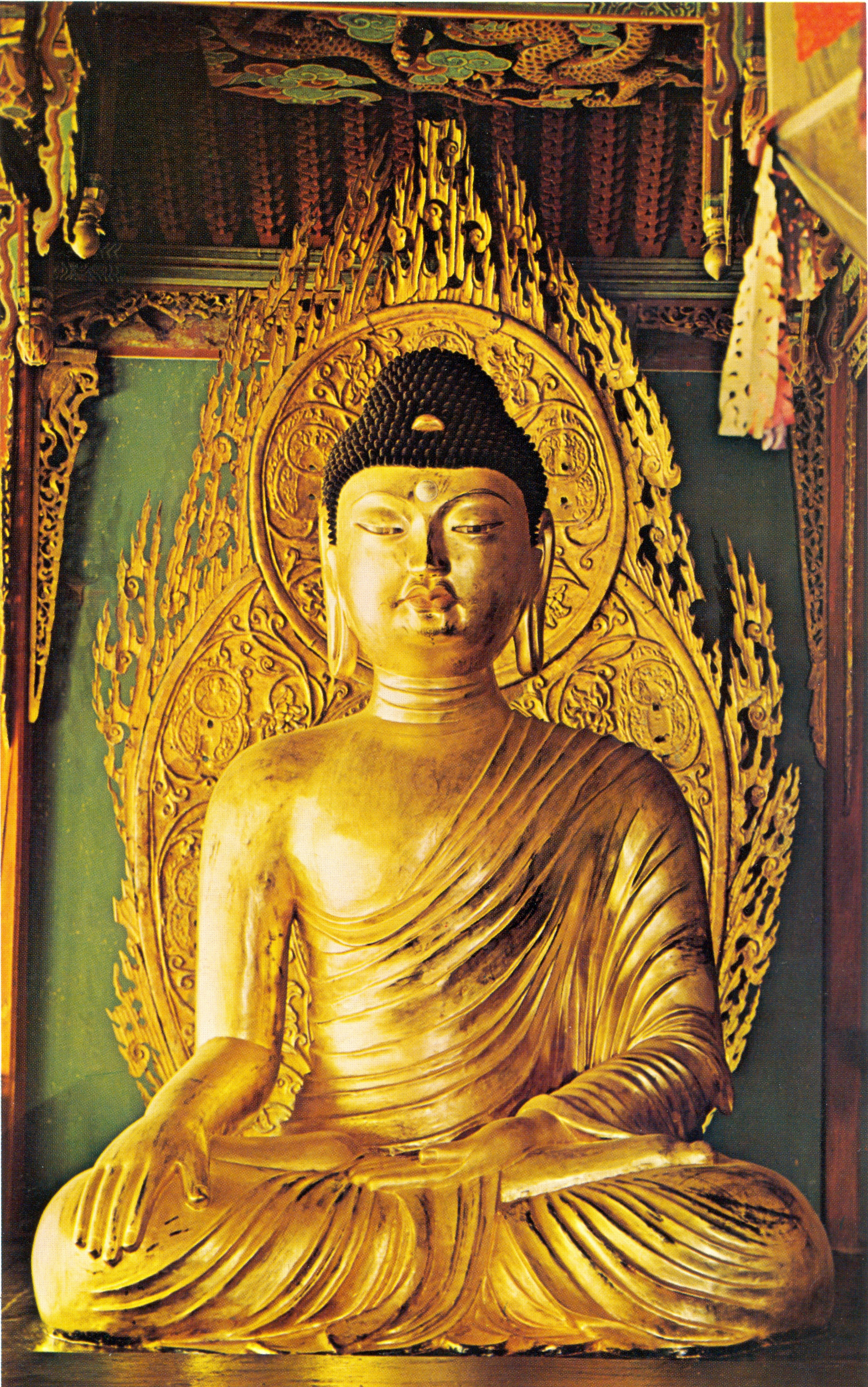
Ülő agyagbuddha, 45. nemzeti kincs
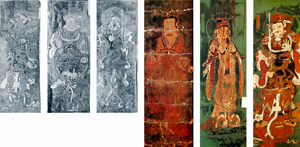
Falfestmény a Csoszadang (Josadang) csarnokban, 46. nemzeti kincs